# ديفيد تاونسند (مغني)
ديفيد تاونسند (بالإنجليزية: David Townsend)‏ هو مغني أمريكي، ولد في 17 مايو 1955 في إنغليووود في الولايات المتحدة، وتوفي في 26 أكتوبر 2005 في Northridge, Los Angeles ‏ في الولايات المتحدة.

## وصلات خارجية
- ديفيد تاونسند على موقع ميوزك برينز (الإنجليزية)
- ديفيد تاونسند على موقع ديسكوغز (الإنجليزية)